# Pieter Weening
Pieter Weening (Harkema, 5 aprile 1981) è un ex ciclista su strada olandese, professionista dal 2004 al 2020. In carriera ha vinto una tappa al Tour de France e due al Giro d'Italia, e vestito per quattro giorni la maglia rosa durante il Giro d'Italia 2011.

## Palmarès
- 2002 (Rabobank GS3, sei vittorie)

3ª tappa Internationale Thüringen Rundfahrt (cronometro)
Classifica generale Internationale Thüringen Rundfahrt
Campionati olandesi, Prova in linea Under-23
4ª tappa Tour de la Province de Liège (Seraing > Seraing)
3ª tappa Le Transalsace International (Ensisheim > Grand Ballon)
Classifica generale Le Transalsace International
- 2003 (Rabobank GS3, cinque vittorie)

2ª tappa Jadranska Magistrala (Parenzo)
Classifica generale Jadranska Magistrala
2ª tappa Ronde van Limburg ('s Gravenvoeren > 's Gravenvoeren)
Classifica generale Ronde van Limburg
1ª tappa Internationale Thüringen Rundfahrt (Sonneberg > Bad Salzungen)
- 2005 (Rabobank, due vittorie)

8ª tappa Tour de France (Pforzheim > Gérardmer)
6ª tappa Tour de Pologne (Piechowice > Karpacz)
- 2009 (Rabobank, una vittoria)

3ª tappa Österreich-Rundfahrt (Kitzbühel > Prägraten-am-Großvenediger)
- 2011 (Rabobank Cycling Team, una vittoria)

5ª tappa Giro d'Italia (Piombino > Orvieto)
- 2013 (Orica-GreenEDGE, una vittoria)

Classifica generale Tour de Pologne
- 2014 (Orica-GreenEDGE, due vittorie)

9ª tappa Giro d'Italia (Lugo > Sestola)
Giro di Toscana
- 2016 (Roompot Oranje Peloton, tre vittorie)

2ª tappa Tour of Norway (Kragerø > Rjukan)
Classifica generale Tour of Norway
6ª tappa Tour de Suisse (Weesen > Amden)
- 2017 (Roompot-Nederlandse Loterij, una vittoria)

3ª tappa Tour of Norway (Hamar > Lillehammer)
- 2018 (Roompot-Nederlandse Loterij, una vittoria)

5ª Österreich-Rundfahrt (Matrei > Großglockner)
- 2019 (Roompot-Charles, una vittoria)

2ª tappa Tour de Luxembourg (Steinfort > Rosport)

### Altri successi
- 2005 (Rabobank)

Profronde van Wateringen (criterium)
Profronde van Surhuisterveen (criterium)
Mijl van Mares (criterium)
- 2008 (Rabobank)

Profronde van Maastricht (criterium)
- 2011 (Rabobank Cycling Team)

Nacht van Hengelo (criterium)
- 2013 (Orica-GreenEDGE)

Gouden Pijl Emmen (criterium)

## Piazzamenti

### Grandi Giri
- Giro d'Italia

2010: 24º
2011: 45º
2013: 38º
2014: ritirato (14ª tappa)
2015: 92º
2020: ritirato (5ª tappa)
- Tour de France

2005: 72º
2006: 93º
2007: 128º
2008: 63º
2012: 72º
2015: 144º
- Vuelta a España

2004: 59º
2006: 61º
2009: 44º
2012: 88º

### Classiche monumento
- Giro delle Fiandre

2016: 92º
2018: ritirato
2019: 46º
- Liegi-Bastogne-Liegi

2005: 29º
2007: 88º
2010: 59º
2013: 33º
2014: 34º
2015: 14º
2016: 64º
2017: 131º
- Giro di Lombardia

2004: 36º
2005: 37º
2006: 33º
2008: 21º
2011: 57º
2012: ritirato
2013: ritirato
2014: 49º

### Competizioni mondiali
- Campionati del mondo

Verona 2004 - In linea Elite: ritirato
Madrid 2005 - In linea Elite: 65º
Copenaghen 2011 - In linea Elite: 60º
Toscana 2013 - In linea Elite: 25º
Ponferrada 2014 - In linea Elite: ritirato
Innsbruck 2018 - In linea Elite: 69º
Yorkshire 2019 - In linea Elite: ritirato
Imola 2020 - In linea Elite: 79º

### Competizioni europee
- Campionati europei

Glasgow 2018 - In linea Elite: 32º
Plouay 2020 - In linea Elite: 28º

## Riconoscimenti
- Trofeo Gerrit Schulte nel 2005